# Associazione Calcio Vigevano 1945-1946
Questa pagina raccoglie i dati riguardanti l'Associazione Calcio Vigevano nelle competizioni ufficiali della stagione 1945-1946.

## Rosa
| N. |                   | Ruolo | Calciatore           |
| -- | ----------------- | ----- | -------------------- |
|    | Italia (bandiera) | A     | Bruno Anastasi       |
|    | Italia (bandiera) | C     | Vittorio Bergamo     |
|    | Italia (bandiera) | C     | Pietro Buscaglia     |
|    | Italia (bandiera) | D     | Paolo Canazza Ronzan |
|    | Italia (bandiera) | C     | Giancarlo Castelli   |
|    | Italia (bandiera) | C     | Piero Colli          |
|    | Italia (bandiera) | A     | Bruno Dante          |
|    | Italia (bandiera) | D     | Rudino Lambertini    |
|    | Italia (bandiera) | A     | Luigi Mascherpa      |
|    | Italia (bandiera) | C     | Sergio Massara       |

| N. |                   | Ruolo | Calciatore           |
| -- | ----------------- | ----- | -------------------- |
|    | Italia (bandiera) | P     | Pietro Miglio        |
|    | Italia (bandiera) | C     | Renzo Monti          |
|    | Italia (bandiera) | D     | Alfredo Monza        |
|    | Italia (bandiera) | P     | Battista Pesenti     |
|    | Italia (bandiera) | C     | Giulio Piazza        |
|    | Italia (bandiera) | A     | Piero Ricci          |
|    | Italia (bandiera) | D     | Paolo Canazza Ronzan |
|    | Italia (bandiera) | C     | Michele Ruella       |
|    | Italia (bandiera) | C     | Mario Tacconi        |
|    | Italia (bandiera) | A     | Renato Zorzolo       |